# Таутологија (логика)
Таутологија је у терминологији исказног рачуна, исказна формула која је истинита за сваку комбинацију параметара формуле. Једноставније говорећи, таутологија је израз који је увијек тачан, без обзира на околности.
На примјер, исказна формула {\displaystyle A\lor \lnot A} (чита се „исказ A је тачан или је израз супротан од A тачан“, или краће „тачно је A или не A“, или још краће „A или не A“) је увијек тачна за сваки исказ {\displaystyle A}; јер, поједностављено говорећи, сваки исказ је или тачан или нетачан.
Појам супротан таутологији се назива контрадикција, која је увијек нетачна за сваку своју додјелу параметара.
Чест посао у логици је провјеравање да ли је дата исказана формула таутологија или не. Једна од метода провјеравања да ли је формула таутологија је исписивање истинитосне таблице за дати израз. Истинитосна таблица се састоји од свих комбинација параметара формуле и израчунатих вриједности формуле за те параметре. На примјер, ако исказна формула гласи {\displaystyle p\land q}, тада и израз {\displaystyle p} и израз {\displaystyle q} у различитим ситуацијама могу бити или тачни или нетачни. Некад је {\displaystyle p} тачно, а {\displaystyle q} нетачно, некад обрнуто, некад су оба тачна итд. За такве различите комбинације, истинитосна табела представља вриједност комплетног израза:
| {\displaystyle p}     | {\displaystyle q}     | {\displaystyle p\land q} |
| {\displaystyle \top } | {\displaystyle \top } | {\displaystyle \top }    |
| {\displaystyle \top } | {\displaystyle \bot } | {\displaystyle \bot }    |
| {\displaystyle \bot } | {\displaystyle \top } | {\displaystyle \bot }    |
| {\displaystyle \bot } | {\displaystyle \bot } | {\displaystyle \bot }    |

из табеле видимо да исказ {\displaystyle p\land q} није таутологија. Наравно, уколико установимо да су све вриједности у посљедњој колони једнаке {\displaystyle \top }, онда је исказ тачан у свим случајевима тј. исказ је таутологија. Истинитосна табела за споменути исказ {\displaystyle p\lor \lnot q} би изгледала на сљедећи начин:
| {\displaystyle p}     | {\displaystyle \lnot p} | {\displaystyle p\lor \lnot p} |
| {\displaystyle \top } | {\displaystyle \bot }   | {\displaystyle \top }         |
| {\displaystyle \bot } | {\displaystyle \top }   | {\displaystyle \top }         |

Из ове табеле увиђамо да је тај исказ заиста таутологија.

## Историја
Ријеч таутологија је настала од грчке ријечи ταυτολογία, која је код старих Грка означавала исказ који је тачан само зато што је понављан више пута (нпр. у аналогији са српском пословицом „сто пута речена лаж постаје истина“). Иако је због тога ријеч имала погрдну конотацију, од 19. вијека та ријеч је добила ново значење, без погрдне конотације, означавајући исказе чија је вриједност увијек „тачно“.

## Неке битније таутологије
- {\displaystyle p\Rightarrow p} - закон рефлексивности за импликацију
- {\displaystyle p\vee \neg p} - закон искључења трећег
- {\displaystyle \neg (p\wedge \neg p)} - закон непротивуречности
- {\displaystyle \neg \neg p\Rightarrow p} - закон двојне негације
- 1. {\displaystyle p\wedge p\Leftrightarrow p} - идемпотентност конјункције
  2. {\displaystyle p\vee p\Leftrightarrow p} - идемпотентност дисјункције
- 1. {\displaystyle p\wedge q\Leftrightarrow q\wedge p} - комутативност конјункције
  2. {\displaystyle p\vee q\Leftrightarrow q\vee p} - комутативност дисјункције
- 1. {\displaystyle (p\wedge q)\wedge r\Leftrightarrow p\wedge (q\wedge r)} - асоцијативност конјункције
  2. {\displaystyle (p\vee q)\vee r\Leftrightarrow p\vee (q\vee r)} - асоцијативност дисјункције
- 1. {\displaystyle p\wedge (q\vee r)\Leftrightarrow (p\wedge q)\vee (p\wedge r)} - дистрибутивност конјункције
  2. {\displaystyle p\vee (q\wedge r)\Leftrightarrow (p\vee q)\wedge (p\vee r)} - дистрибутивност дисјункције
- {\displaystyle (p\Rightarrow q)\Leftrightarrow (\neg q\Rightarrow \neg p)} - закон контрапозиције
- 1. {\displaystyle \neg (p\wedge q)\Leftrightarrow \neg p\vee \neg q} - Де Морганов закон за конјункцију
  2. {\displaystyle \neg (p\vee q)\Leftrightarrow \neg p\wedge \neg q} - Де Морганов закон за дисјункцију
- {\displaystyle (\neg p\Rightarrow (q\wedge \neg q))\Rightarrow p} - свођење на противуречност
- 1. {\displaystyle p\wedge (p\vee q)\Leftrightarrow p} - апсорпција
  2. {\displaystyle p\vee (p\wedge q)\Leftrightarrow p} - апсорпција
- {\displaystyle (p\wedge (p\Rightarrow q))\Rightarrow q} - модус поненс
- {\displaystyle ((p\Rightarrow q)\Rightarrow p)\Rightarrow p} - Пирсов закон